# Електромоторни воз
Електромоторни воз или ЕМВ је воз који се састоји од више самоходних вагона који користе електричну енергију као погонску снагу. ЕМВ не захтева посебну локомотиву пошто су електрични вучни мотори уграђени у један или више вагона. ЕМВ се обично формира од два или више полутрајно спојених вагона, али се и једноделни возови на електрични погон такође генерално класификују као ЕМВ-ови. Велика већина ЕМВ-ова су путнички возови, али постоје и верзије за транспорт поште.   
ЕМВ-ови су популарни у путничком и приградском железничком саобраћају широм света због њиховог брзог убрзавања и рада без загађења, и користе се на најбржим транзитним системима. Будући да су тиши од дизел-моторних возова (ДМВ) и возова које вуку локомотиве, ЕМВ-ови могу да раде до касно у ноћ и без узнемиравања оближњих становника. Поред тога, дизајн тунела за ЕМВ-ове је једноставнији јер није потребан додатак за издувавање дима, иако накнадно опремање постојећих тунела са ограниченим простором за смештај додатне опреме потребне за пренос електричне енергије до воза може бити тешко.    

## Историја
Контрола возова са вишеструким јединицама је први пут коришћена 1890-их.
Ливерпулска надземна железница је отворе 1893. са двема јединицама (двоје кола), контролерима у кабинама на оба краја воза који директно контролишу вучну струју до мотора на оба вагона.
Систем вишеструке контролне вуче је развио Френк Спрејг (Frank Sprague) и први применио и тестирао на Јужној издигнутој железници (South Side Elevated Railroad, сада део чикашког метроа) 1897. Френк Спрејг је 1895. изумео вишеструки контролер за рад електричних возова, који је произашао из проналаска и производње система за контролу лифтова једносмерне струје његове компаније. Ово је убрзало изградњу железничких електричних вуча и тролејбуских система широм света. Свака кола воза имају своје вучне моторе: релеји, који контролишу моторе у сваком вагону, се напајају жицама возне линије на предњим колима, па се тако сви вучни мотори у возу контролишу симултано.    

## Врсте
Кола која формирају комплетан ЕМВ могу често бити раздвојена по функцији на четири типа: погонска кола, моторна кола, кола за управљање и приколице. Свака кола могу имати више од једне функције, као што су моторно-управљачка кола или погонско-управљачка кола.   
- Погонска кола носе неопходну опрему да би црпила енергију из електрификоване инфраструктуре, као што су контактне папуче или струјопримачи (енгл. pickup shoes) за сабирне шине (енгл. third rail systems), пантографи за надземне контактне системе и трансформатори.
- Моторна кола носе вучне моторе за покретање воза и често се комбинују са погонским колима како би се избегле високонапонске међувагонске везе.
- Управљачка кола садрже кабину возача за управљање возом. Један ЕМВ ће обично имати двоја управљачка кола на својим спољним крајевима.
- Приколице су било која кола (понекад полутрајно спојена) која носе мало или не носе опрему за вучу или погон, и сличне су путничким колима у возу који вуче локомотива.

На контактним шинама, обично крајња возила носе контактне папуче са моторним возилима који примају струју преко премосних каблова.
Многе савремене двоколне гарнитуре ЕМВ-ова су постављене као „спојене” или „упарене” јединице. Док су покретачки мотори обично у обема упареним јединицама, помоћна опрема (ваздушни компресор и резервоари, батерије и опрема за пуњење, вучна снага и опрема за контролу, итд.) се деле између двоја кола у гарнитури. Пошто ниједна кола не могу да раде без свог „партнера”, такве гарнитуре су трајно упарене и могу се раздвојити само у објектима за одржавање. Предности упарених јединица укључују уштеде у тежини и цени у односу на возове са једном јединицом (због преполовљења додатне опреме по гарнитури), док омогућавају напајање свих кола, за разлику од комбинације мотор-приколица. Свака кола имају само једну контролну кабину, смештену на спољнем крају пара, што штеди простор и трошкове у односу на кабину на оба краја сваке јединице. Недостаци укључују губитак оперативне флексибилности, јер возови морају бити у саставима од по два вагона, а квар на једном вагону би могао довести до повлачења и њега и његовог пара из службе.        

## Као возови великих брзина
Неки од познатијих електромоторних возова су возови великих брзина: италијански Пендолино (Pendolino) и Фречароса 1000 (Frecciarossa 1000), Шинкансен (Shinkansen) у Јапану, Чајна реилвеј хај спид (China Railway High-speed) у Кини, ICE 3 у Немачкој и Бритиш реил клас 395 Џавелин (British Rail class 395 Javelin) у Уједињеном Краљевству. Укинута железничка линија Метролајнер (Metroliner) између Њујорка и Вашингтона, коју је првобитно користила Железница Пенсилваније (Pennsylvania Railroad), а касније Амтрак (Amtrak), такође је имала електромоторне возове великих брзина познате као Бад Метролајнер (Budd Metroliner).

## Развој горивих ћелија
ЕМВ-ови који се снабдевају горивним ћелијама су у развоју. Ако буде успешно, ово би избегло потребу за надземном контактном мрежом или сабирном шином. Пример за то је Алстомов (Alstom) воз на водоник Алстом корадиа ЛИНТ (Alstom Coradia LINT). Термин „воз на водоник” или  „водовоз” или „хидровоз” (енгл. hydrail, транс. хидреил) је скован за шинска возила која користе водоник.
Напомена: речи „водовоз” и „хидровоз” јесу неологизми изведени на основу енглеске речи и не представљају званичан назив на српском језику. 

## Електромоторни возови на батерије
Многи батеријски електромоторни возови се користе широм света, а њихово прихватање је у порасту. Многи су би-модални јер узимају енергију из уграђених батерија и полугастих водова као што су надземне жице или сабирне шине. У већини случајева, батерије се пуне преко контактних папуча док воз ради у електричном режиму.    

## Поређење са локомотивама
ЕМВ-ови, када се упореде са електричним локомотивама, нуде:
- Веће убрзање, пошто постоје више мотора који деле исто оптерећење, више мотора омогућава већу укупну излазну снагу мотора.
- Кочење, укључујући вртложну кочницу, реостатичко и/или регенеративно кочење, на више осовина одједном, знатно смањује хабање делова кочница (јер се хабање може пренети на више кочница) и омогућава брже кочење (нижи/смањени пут кочења).
- Смањена осовинска оптерећења, пошто је потреба за тешком локомотивом елиминисана; ово заузврат омогућава једноставније и јефтиније структуре које користе мање материјала (као што су мостови и вијадукти) и ниже трошкове одржавања структуре.
- Нижи коефицијенти приањања за погонске осовине, због мање тежине на тим осовинама; тежина није концентрисана на локомотиву.
- Виши степен сигурносне резерве – перформансе су минимално погођене у случају квара једног мотора или кочнице.
- Већи капацитет седишта јер нема локомотиве; сва кола могу садржати седишта.

Електричне локомотиве, када се упореде са ЕМВ-овима, нуде: 
- Мање електричне опреме по возу које резултирају нижим трошковима производње и одржавања возова.
- Омогућава ниже нивое буке и вибрација у путничким колима, јер на окретним постољима испод кола нема мотора или мењача.